# Allagelena opulenta
Allagelena opulenta är en spindelart som först beskrevs av Ludwig Carl Christian Koch 1878.  Allagelena opulenta ingår i släktet Allagelena och familjen trattspindlar. Inga underarter finns listade i Catalogue of Life.

## Bildgalleri

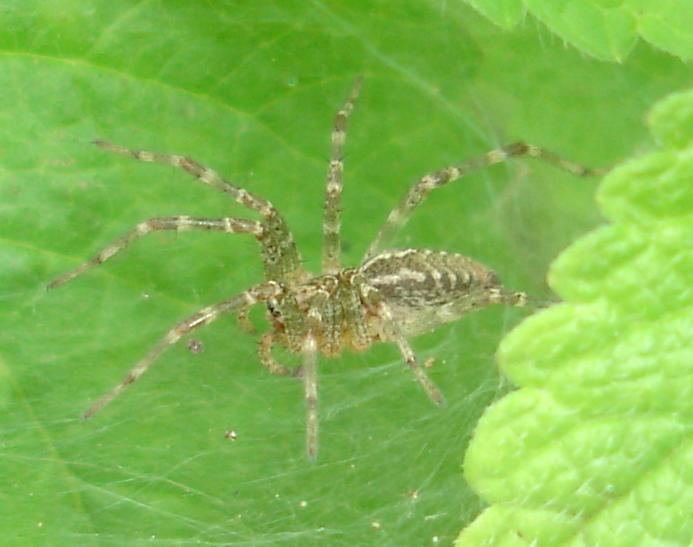